# Josef Erb
Josef Erb (* 24. Januar 1921 in Mannheim; † 9. Mai 2006 in Freiburg im Breisgau) war ein deutscher Fußballspieler.

## Karriere
Erb gehörte dem SV Waldhof Mannheim als Stürmer an, für den er von 1938 bis 1943 in der Gauliga Baden, in einer von zunächst 16, später auf 23 Gauligen zur Zeit des Nationalsozialismus als einheitlich höchste Spielklasse im Deutschen Reich, Punktspiele bestritt.
Am Ende seiner Premierensaison belegte er mit seinem Verein den vierten Platz von zehn teilnehmenden Mannschaften. In der Folgesaison, in der die Gauliga Baden in drei Gruppen aufgeteilt war, gewann er jedoch die Meisterschaft in der Gruppe Nordbaden und auch die sich anschließende Endrunde um die Gaumeisterschaft Baden. Diese beiden Erfolge vermochte seine Mannschaft auch in der Saison 1941/42 zu wiederholen. In beiden Meister-Endrunden war er mit 17 bzw. 21 Toren auch der treffsicherste Torschütze. In seiner letzten Saison für seinen Verein gelangen beide Erfolge dem Stadt- und Ligakonkurrenten VfR Mannheim.
Mit seiner Mannschaft nahm er aufgrund der regionalen Meisterschaften auch entsprechend an den beiden Endrunden um die Deutsche Meisterschaft teil. 1939/40 bestritt er alle sechs Spiele der Gruppe 4, die auch als Erster abgeschlossen wurde, sowie das am 14. Juli 1940 in Stuttgart mit 1:3 verlorene Halbfinale gegen den FC Schalke 04 und die beiden Spiele um Platz 3, wovon das erste gegen den SK Rapid Wien mit dem 4:4-Unentschieden nach Verlängerung keinen Sieger hervorgebracht hatte. In den neun Spielen erzielte er – von den ersten beiden Gruppenspielen und dem Wiederholungsspiel um Platz 3, das mit 2:5 verloren wurde – sieben Tore. 1941/42 scheiterte er mit dem SV Waldhof Mannheim bereits in der am 10. Mai 1942 ausgetragenen Qualifikationsrunde mit 1:7 beim 1. FC Kaiserslautern; er erzielte mit dem Treffer zum 1:1-Unentschieden in der 16. Minute das einzige Tor seiner Mannschaft.
In dem seit 1935 neu geschaffenen Pokalwettbewerb für Vereinsmannschaften um den Tschammerpokal, kam er in ununterbrochener Folge von 1939 bis 1942 in 14 Spielen zum Einsatz, in denen er 13 Tore erzielte. 1939 trug er mit sechs Toren in acht Spielen zum Einzug ins Finale bei. Das am 28. April 1940 im Berliner Olympiastadion ausgetragene Finale endete mit der 0:2-Niederlage gegen den 1. FC Nürnberg.
Nach dem Ende des Zweiten Weltkriegs spielte er von 1948 bis 1950 für den SV Saar 05 Saarbrücken in der Ehrenliga Saarland. Diesen Verein trainierte er die Saison 1955/56 in der Oberliga Südwest.

## Erfolge
- Tschammerpokal-Finalist 1939
- Gaumeister Baden 1940, 1942
- Gaumeister Nordbaden 1940, 1942